# Loxoconcha elliptica
Loxoconcha elliptica är en kräftdjursart som beskrevs av Brady 1868. Loxoconcha elliptica ingår i släktet Loxoconcha och familjen Loxoconchidae. Arten är reproducerande i Sverige. Inga underarter finns listade i Catalogue of Life.